# Prunus munsoniana
Prunus munsoniana es un arbusto frutal de la familia Rosaceae. Se encuentra en América del Norte. Se usa como planta ornamental y también se cultiva por sus frutas (ciruelas). 
También se ha usado como parental para la obtención de patrones para frutales de hueso. En concreto el patrón Marianna es un híbrido entre Prunus cerasifera × Prunus munsoniana.

## Taxonomía
Prunus munsoniana fue descrita por W.Wight & Hedrick y publicado en The Plums of New York 88–92, pl. opposite p. 88, en el año 1911.